# Джельмента
Джельмента́, ба́лка Джельмента́ — река в Ростовской области России, правый приток Малого Несветая (бассейн Дона). Протекает по территории города Новошахтинска. По реке спускались шахтные воды Несветаевского рудника в количестве 15-20 л/с (0,015—0,02 м³/с). На реке сооружены пруды. Общее падение 96 м. Средний расход воды — 0,017 м³/с.

## Течение
Берёт начало на южном склоне Донецкого кряжа, к северу от центра Новошахтинска, у Харьковской улицы. Высота истока — 180 м над уровнем моря. Вначале течёт на юг. Затем у улицы Просвещения поворачивает на востоко-юго-восток. Впадает в реку Малый Несветай с правой стороны, у улицы Урожайной. Высота устья — 84 м над уровнем моря.
Река и весь её бассейн полностью расположены на территории города Новошахтинска.